# Hijos del Tiempo
Los Hijos del Tiempo son tres personajes ficticios del legendarium de J. R. R. Tolkien. Son los hermanos Fanuin, Ranuin y Danuin, hijos de Aluin, que aparecen en El libro de los cuentos perdidos, en el que Tolkien cuenta una historia sobre el inicio del transcurso del tiempo, «El Tejido de los Días, los Meses y los Años», que más tarde rechazaría por la que aparece en El Silmarillion, donde el tiempo comenzó a transcurrir cuando los Ainur entraron por primera vez en Eä.

## Historia
Cuando los Valar estaban reunidos buscando una forma de controlar los viajes del Barco del Sol y del Barco de la Luna, Fanuin, Ranuin y Danuin aparecieron y se presentaron ante el Vala Manwë como hermanos y hábiles artesanos. Le ofrecieron su ayuda a cambio de no revelar su identidad y su trabajo hasta que éste estuviera acabado. Aunque en un principio algunos Valar se negaron, al final accedieron y les reservaron a los hermanos una habitación en la casa de Aulë. 
24 horas después apareció Danuin y mostró su trabajo, pero los Valar se quedaron desconcertados, pues no llevaba nada en sus manos. Cuando volvió el Barco del Sol, Danuin subió a bordo y agarró el timón. Entonces, cuando llegó el momento de que Ulmo arrastrara el Barco, el Vala no podía. Danuin liberó a Anar y desapareció.
Veintiocho noches después, apareció Ranuin y mostró su trabajo, de nuevo invisible. Cuando llegó el Barco de la Luna, Ranuin puso sus manos sobre una punta de vidrio que había en Valinor y ya nadie fue capaz de apartar el Barco de la Luna. Entonces Ranuin liberó a Ithil y se marchó.
Una vez hubo crecido y menguado trece veces la Luna apareció Fanuin y pidió a los Valar que detuvieran los Barcos en Valinor. Ayudado por siete servidores de Tulkas, Fanuin transportó su trabajo ante los Valar, también invisible, y entonces Fanuin ató los bajeles de los Barcos y sus hermanos aparecieron. Le entregaron a Manwë sus respectivos trabajos, que por lo que el Vala creía eran cuerdas, y le dijeron que con ellas podría controlar los viajes de los Barcos.

## Descripción

### Fanuin
Fanuin es el Año. Es alto, con una barba tan larga que barre la tierra mientras anda. Fanuin hizo la Cuerda de los Años, con la que se podía coordinar los movimientos del Barco del Sol y del Barco de la Luna. Manwë ató la cuerda a una roca en Taniquetil, que desde entonces se llamó Gonlath (“Gran Roca del Año” en quenya). 

### Ranuin
Ranuin es el Mes. Tanto su estatura como su barba son de tamaño mediano. Hizo la Cuerda de los Meses, con la que se podía controlar las idad y venidas de la Luna.

### Danuin
Danuin es el Día. Es muy pequeño y bajo, con cabellos cortos barba pequeña. Hizo la delgada Cuerda de los Días, con la que se podía controlar las idas y venidas del Sol. 